# Echinaster luzonicus
Echinaster luzonicus är en sjöstjärneart som först beskrevs av Gray 1840.  Echinaster luzonicus ingår i släktet Echinaster och familjen krullsjöstjärnor. Inga underarter finns listade i Catalogue of Life.